# Maureen Connollyová
Maureen Catherine Connollyová Brinkerová, přezdívaná jako „Little Mo“ (Malá Mo) (17. září 1934, San Diego, Kalifornie – 21. června 1969, Dallas, Texas) byla americká tenistka, ženská světová jednička a první hráčka v historii tenisu (druhou se stala Margaret Courtová (1970) a třetí Steffi Grafová (1988)), která získala v roce 1953 „čistý“ Grand Slam, tedy vyhrála všechny čtyři grandslamové turnaje v jedné kalendářní sezóně. Po nehodě byla nucena ukončit svou kariéru již v devatenácti letech. Zemřela ve třiceti čtyřech letech na karcinom žaludku.
Třikrát v řadě zvítězila v anketě Nejlepší sportovkyně USA (1951, 1952, 1953). V roce 1969 byla uvedena do Mezinárodní tenisové síně slávy a v roce 1987 in memoriam do Mezinárodní síně slávy ženského sportu.

## Sportovní kariéra

### Tenisový růst
Narodila se v kalifornském San Diegu. V dětství provozovala jezdectví, ale matka nebyla schopna hradit finanční náklady na tento sport, a proto si zvolila tenis.
Se závodním tenisem začala jako žákyně ve věku deseti let. Prvním trenérem byl Wilbur Folsom, který jí přeorentoval držení rakety z levé ruky na pravou. Stala se výbornou hráčkou od základní čáry, se silným bekhendem a přesností úderů. Ve čtrnácti letech již vyhrála 56 za sebou jdoucích zápasů ve dvouhře a následující rok se stala nejmladší vítězkou juniorky na US Championships v historii.
V roce 1951, ve věku šestnácti let, pak vyhrála ženskou dvouhru na US Championships, když ve finále porazila Shirley Fryovou a stala se tak historicky nejmladší šampionkou tohoto grandslamu.

### Zisk Grand Slamu
V sezóně 1953 začala trénovat s novým trenérem, kapitánem australského daviscupového družstva Harrym Hopmanem a jako první tenistka vůbec získala ve dvouhře všechny čtyři Grand Slamy během jedné tenisové sezóny. Ve finálových zápasech postupně porazila na Australian Championships Julii Sampsonovou Haywoodovou a Doris Hartovou na French Championships, Wimbledonu i US Championships. Na všech těchto čtyřech turnajích ztratila jen jeden set. Dalšími tenistkami, které tento výkon zopakovaly byly Američanka Margaret Courtová v roce 1970 a Němka Steffi Grafová v roce 1988.

### Konec kariéry
V roce 1954 obhájila tituly na French championships a ve Wimbledonu. 20. července 1954 dva týdny po zisku třetího titulu v řadě na nejslavnějším turnaji světa došlo k nehodě, která pro ni znamenala konec krátké, ale vynikající tenisové kariéry. Při projížďce na koni se střetla s nákladním autem, které ji vážně poranilo pravou nohu. Svou kariéru byla nucena ukončit již v devatenácti letech.
Zvítězila na posledních devíti grandslamových turnajích ve dvouhře, do kterých nastoupila s 50 výhrami v řadě. V období 1951 až 1954 také startovala za americký tým ve Wightman Cupu, kde vyhrála všech sedm zápasů ve dvouhře.
Její výsledky z ní udělaly „miláčka amerických médií“ a jednu z nejpopulárnějších osobností. Třikrát v řadě se stala Nejlepší sportovkyní USA (1951, 1952, 1953). V roce 1955 se provdala za amerického olympionika v jezdectví Normana Brinkera. Z manželství se narodily dvě dcery. Rodina žila v Texasu, kde také manželé založili nadaci pro rozvoj tenisových talentů „Maureen Connolly Brinker Foundation“.
V roce 1966 jí byl diagnostikován karcinom žaludku. Po neúspěšné léčbě zemřela předčasně ve věku třiceti čtyřech let v texaském Dallasu 21. června 1969 a je pochovaná na hřbitově Sparkman-Hillcrest Memorial Park Cemetery v Dallasu.
Podle Johna Olliffa a Lance Tingaye z Daily Telegraphu a Daily Mailu byla v první desítce ženského tenisu v období 1951 až 1954, na 1. místě klasifikována pak v letech 1952, 1953 a 1954. Na americkém žebříčku byla postavená na 1. místě v letech 1951 až 1953.
Brinkerova základní škola v texaském Plano od 20. listopadu 1988 nese na její počest jméno tenistky.
Její životní příběh byl zfilmován v televizním snímku Little Mo, ve kterém jí ztvárnila herečka Glynnis O'Connorová. Premiéra proběhla 5. září 1978 na stanici NBC.

## Grand Slam – statistika finále
- Australian Open
  - Vítězka ženské dvouhry: 1953
  - Vítězka ženské čtyřhry: 1953
  - Finalistka smíšené čtyřhry: 1953

- French Open
  - Vítězka ženské dvouhry: 1953, 1954
  - Vítězka ženské čtyřhry : 1954
  - Finalistka ženské čtyřhry: 1953
  - Vítězka smíšené čtyřhry: 1954
  - Finalistka smíšené čtyřhry: 1953

- Wimbledon
  - Vítězka ženské dvouhry: 1952, 1953, 1954
  - Finalistka ženské čtyřhry: 1952, 1953

- US Open
  - Vítězka ženské dvouhry: 1951, 1952, 1953
  - Finalistka ženské čtyřhry: 1952

## Finálová utkání na Grand Slamu (18)

### Dvouhra (9)

#### Vítězka (9)
| Rok  | Turnaj                   | Finalistka                                 | Výsledek      |
| 1951 | US Championships         | Shirley Fryová Irvinová                    | 6–3, 1–6, 6–4 |
| 1952 | Wimbledon                | Louise Broughová Clappová                  | 6–4, 6–3      |
| 1952 | US Championships (2)     | Doris Hartová                              | 6–3, 7–5      |
| 1953 | Australian Championships | Julie Sampsonová Haywoodová                | 6–3, 6–2      |
| 1953 | French Championships     | Doris Hartová                              | 6–2, 6–4      |
| 1953 | Wimbledon (2)            | Doris Hartová                              | 8–6, 7–5      |
| 1953 | US Championships (3)     | Doris Hartová                              | 6–2, 6–4      |
| 1954 | French Championships (2) | Ginette Jucker Bucailleová Grandguillotová | 6–4, 6–1      |
| 1954 | Wimbledon (3)            | Louise Broughová Clappová                  | 6–2, 7–5      |

### Ženská čtyřhra (6)

#### Vítězka (2)
| Rok  | Turnaj                   | Spoluhráčka                 | Finalistky                                    | Výsledek      |
| 1953 | Australian Championships | Julie Sampsonová Haywoodová | Beryl Penroseová Collierová Mary Bevis Hawton | 6–4, 6–2      |
| 1954 | French Championships     | Nell Hallová Hopmanová      | Maude Galtierová Suzanne Schmittová           | 7–5, 4–6, 6–0 |

#### Finalistka (4)
| Rok  | Turnaj               | Spoluhráčka                 | Vítězky                               | Výsledek  |
| 1952 | Wimbledon (1st)      | Louise Broughová Clappová   | Doris Hartová Shirley Fryová Irvinová | 8–6, 6–3  |
| 1952 | US Championships     | Louise Broughová Clappová   | Doris Hartová Shirley Fryová Irvinová | 10–8, 6–4 |
| 1953 | French Championships | Julie Sampsonová Haywoodová | Doris Hartová Shirley Fryová Irvinová | 6–4, 6–3  |
| 1953 | Wimbledon (2)        | Julie Sampsonová Haywoodová | Doris Hartová Shirley Fryová Irvinová | 6–0, 6–0  |

### Smíšená čtyřhra (3)

#### Vítězka (1)
| Rok  | Turnaj               | Spoluhráč | Finalisté                         | Výsledek |
| 1954 | French Championships | Lew Hoad  | Jacqueline Patorniová Rex Hartwig | 6–4, 6–3 |

#### Finalistka (2)
| Rok  | Turnaj                   | Spoluhráč           | Vítězové                                | Výsledek      |
| 1953 | Australian Championships | Hamilton Richardson | Julie Sampsonová Haywoodová Rex Hartwig | 6–4, 6–3      |
| 1953 | French Championships     | Mervyn Rose         | Doris Hartová Vic Seixas                | 4–6, 6–4, 6–0 |